# Funga

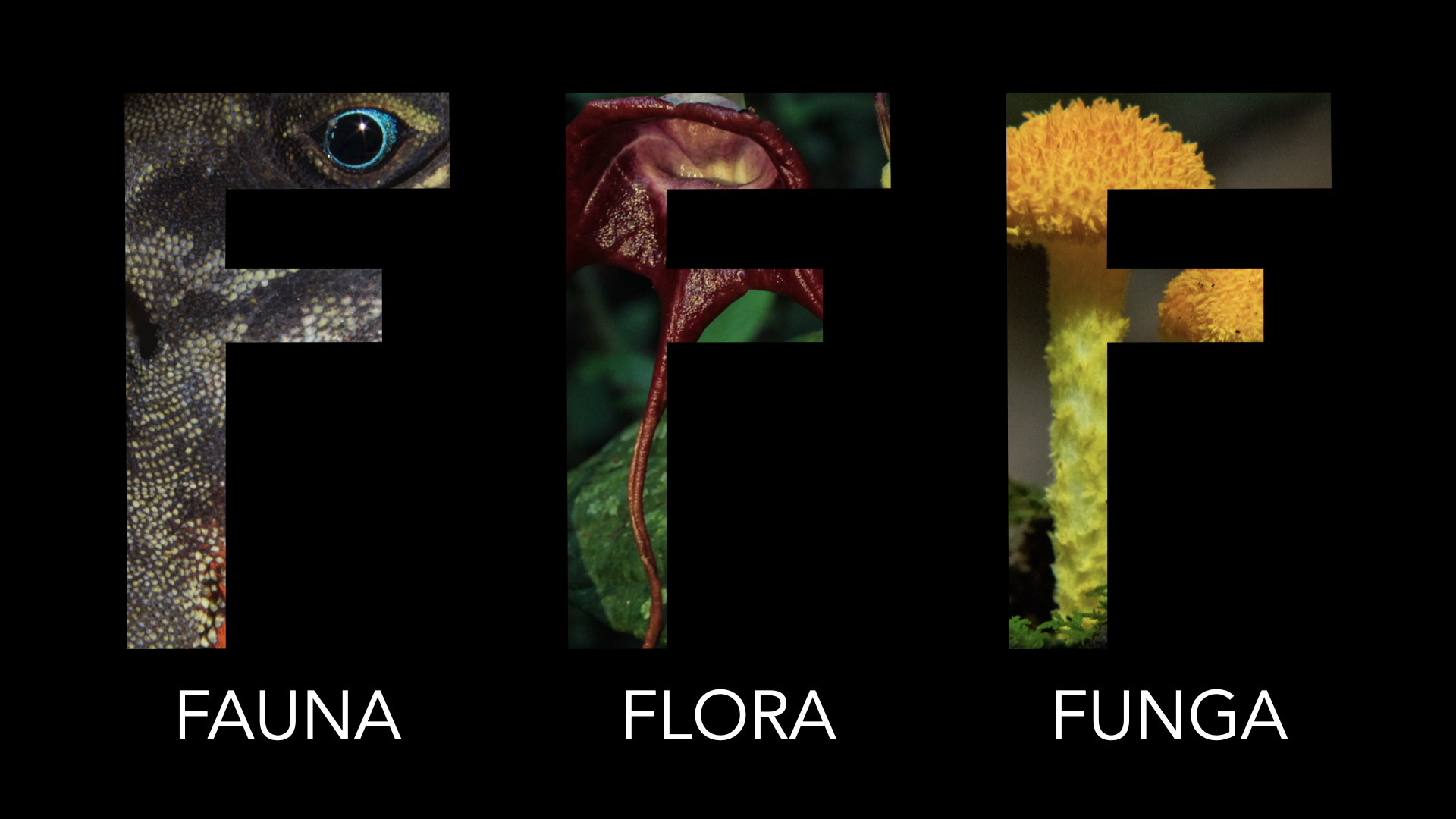
Het 3F-initiatief: Fauna, Flora, Funga

In de levenswetenschappen is funga een recente term voor het rijk Fungi (schimmels), vergelijkbaar met de al bestaande fauna voor dieren en flora voor planten. De term beoogt projecten te vereenvoudigen die gericht zijn op educatie en natuurbescherming. Funga verwijst naar de schimmels van een bepaalde regio, habitat of geologische periode.
Een informele bijeenkomst gehouden tijdens het IX Congreso Latinoamericano de Micología resulteerde in 2018 tot een voorstel van deze term. Er werden alternatieve termen voorgesteld en besproken. De term Funga werd in 2021 aanbevolen door de IUCN. De term benadrukt de parallelle terminologie die verwijst naar de behandeling van deze macro-organismen van bepaalde geografische gebieden. 
De Species Survival Commission (SSC) van de International Union for Conservation of Nature and Natural Resources (IUCN) riep in augustus 2021 op tot de erkenning van schimmels als een van de drie levensrijken, die van cruciaal belang zijn voor de bescherming en het herstel van de aarde. Ze vragen dat de uitdrukking dieren en planten wordt vervangen door dieren, schimmels en planten, en fauna en flora door fauna, flora en funga.
De term funga werd al vóór de latere aanbeveling gebruikt in de wetenschappelijke literatuur. 